# Список замков Саут-Эршира
Ниже представлен список замков в округе Саут-Эршир, Шотландия.
| Название                                     | Тип                                 | Дата постройки | Состояние           | Изображение | Владение                           | Примечания |
| -------------------------------------------- | ----------------------------------- | -------------- | ------------------- | ----------- | ---------------------------------- | --- |
| Замок Ардстинхар (англ. Ardstinchar Castle)  | замок                               | середина XV в. | руины               |             | частная собственность              | Построен кланом Кеннеди. В 1563 году здесь останавливалась Мария Стюарт. Являлся предметом вражды между Кеннеди, баронами Баргани, и графами Кассилис. В начале XVII века продан Джону Гамильтону, 1-му маркизу Гамильтон. К 1770 году лежал в руинах.                                                       |
| Замок Оханс (англ. Auchans Castle)           | рыцарская башня                     | конец XVI в.   | руины               |             | частная собственность              | В разное время во владении кланов Уоллес, Кокрейн и Монтгомери. Резиденция Сюзанны Монтгомери, вдовы 9-го графа Эглинтон, которую в 1773 году посетили Сэмюэл Джонсон и Джеймс Босуэлл. К 1920-м годам был сильно разрушен. В середине XX века во владении графа Дандональда.                                |
| Замок Балтерсан (англ. Baltersan Castle)     | рыцарская башня                     | 1584           | руины               |             | частная собственность              | Заброшен к середине XVIII века. В 2020 году выставлен на продажу для последующей реставрации. |
| Замок Барнвейл (англ. Barnweill Castle)      | неизвестно                          | конец XIII в.  | насыпь              |             | частная собственность              | Оплот клана Линдси. |
| Замок Блэркуэн (англ. Blairquhan Castle)     | особняк в виде замка                | 1824           | сохранился          |             | частная собственность              | Первая рыцарская башня построена в 1346 году; во владении Кеннеди с конца XVI веке. В 1798 году приобретён Дэвидом Хантер-Блэром, 3-м баронетом; новый особняк построил Уильям Берн. Продан в конце 2012 года. Частная резиденция.                                                                           |
| Замок Карлетон (англ. Carleton Castle)       | рыцарская башня                     | XV в.          | руины               |             | частная собственность              | Принадлежал Каткартам из Киллохана. Заброшен в XVIII веке и пришёл в упадок. |
| Замок Кассилис (англ. Cassillis Castle)      | рыцарская башня                     | XV в.          | сохранился          |             | Маркиз Эйлса                       | Принадлежал графам Кассилис. Также известен как Кассилис-хаус. Частная резиденция. |
| Замок Крейги (англ. Craigie Castle)          | донжон                              | XII в.         | руины               |             |                                    | Построен кланом Линдси. В 1371 году перешёл к Уоллес в результате брака. Заброшен в 1588 году и пришёл в упадок. Руины датируются в основном XV веком. |
| Замок Кросби (англ. Crosbie Castle)          | донжон                              | XIV в.         | руины               |             | Совет Саут-Эршира                  | Разобран Фуллартонами из Фуллартона и превращён в ледник. |
| Замок Калейн (англ. Culzean Castle)          | особняк в виде замка                | 1792           | сохранился          |             | Национальный фонд Шотландии        | Включает более старую рыцарскую башню. Построен Дэвидом Кеннеди, 10-м графом Кассилис. Родовое гнездо маркиза Эйлса. В 1945 передан на попечение государства. Ныне достопримечательность и гостиница. |
| Замок Далькуарран (англ. Dalquharran Castle) | особняк в виде замка                | 1785           | руины               |             | частная собственность              | Построен Робертом Адамом для сэра Томаса Кеннеди из Киркхилла. Расширен в 1880—1881 годах. Продан в 1930-е годы. В 1967 году была удалена крыша. В 2019 году выставлен на продажу. Рядом есть руины замка XV века.                                                                                           |
| Замок Дандональд (англ. Dundonald Castle)    | рыцарская башня                     | 1371           | руины               |             | Агентство «Историческая Шотландия» | Королевская резиденция Роберта II и Робертом III. Ранее на этом месте был замки Уолтера Фиц-Алана XII веке и Александра Стюарта конца XIV века. К началу XVI века во владении Уоллесов из Крейги, в 1638 году продан сэру Уильяму Кокрейну. В 1953 году передан государству 13-м графом Дандональд.          |
| Замок Дандафф (англ. Dunduff Castle)         | рыцарская башня                     | ок. 1696       | восстановлен        |             | частная собственность              | Принадлежал Стюартам, затем Уайтфурдам. В 1775 году ещё был обитаем. Восстановлен в 1990-е годы; частная резиденция. |
| Замок Данер (англ. Dunure Castle)            | донжон                              | XV в.          | руины               |             | Маркиз Эйлса                       | Построен кланом Кеннеди из Каррика. В августе 1563 года замок посещала Мария Стюарт. Заброшен в середине XVII века и пришёл в упадок. |
| Замок Фейл (англ. Fail Castle)               | донжон                              | XVI в.         | фрагментарные руины |             | частная собственность              | Перестроенная часть бывшего Фейлского монастыря. Рисунок 1860-х годов. |
| Замок Гадгирт (англ. Gadgirth Castle)        | рыцарская башня                     | XIV в.         | не сохранился       |             | частная собственность              | Построен семьёй Чалмер. Снесён в 1808 году, когда был построен новый особняк. Рядом есть руины более раннего замка. |
| Замок Гленапп (англ. Glenapp Castle)         | особняк в стиле шотландских баронов | 1870           | сохранился          |             | частная собственность              | Построен по проекту Дэвида Брайса. С 1917 до начале 1980-х годо резиденция графа Инчкейп. С 2000 года гостиница-люкс и ресторан. |
| Замок Гринан (англ. Greenan Castle)          | рыцарская башня                     | XV в.          | руины               |             | частная собственность              | Построен лордами Островов на месте укрепления XII века по типу мотт и бейли. В 1493 году земли перешли к Арчибальду Дугласу, 5-му графу Ангус, а в 1766 году — графу Кассилис. |
| Замок Киллохан (англ. Killochan Castle)      | рыцарская башня                     | 1581           | сохранился          |             | частная собственность              | Построен кланом Каткарт. Продан в 1954 году, после этого сменил несколько владельцев. В 1990 годах модернизирован. Частная резиденция. |
| Замок Мейбол (англ. Maybole Castle)          | замок                               | 1560           | сохранился          |             | Клан Кеннеди                       | Построен графами Кассилис. В 1805 году часть оригинального строения снесена, в середине XIX века отремонтирован. Частная резиденция. |
| Замок Пенкилл (англ. Penkill Castle)         | рыцарская башня                     | XVI в.         | восстановлен        |             | частная собственность              | Построен ветвью клана Бойд, родственниками граф Килмарнок. В начале XIX века пришёл в упадок, реконструирован после 1857 года. Продан в 1980 годах, затем перепродан. Частная резиденция. |
| Замок Сандрам (англ. Sundrum Castle)         | замок                               | конец XIV в.   | перестроен          |             | частная собственность              | Построен сэром Дунканом Уоллесом, родственником Уильяма Уоллеса. К концу XIV века во владении Каткартов. В 1750/53 году продан 7-му баронету Мюррей, вскоре перепродан Гамильтонам. В 1792 году вокруг замка построен особняк. В 1917 году продан. В 1990-х годах реконструирован и разделён на апартаменты. |
| Замок Томастон (англ. Thomaston Castle)      | замок                               | конец XIII в.  | руины               |             |                                    | Построен для племянника Роберта Брюса. В XVI веке во владении Макилвейнов, которые поставляли вино лордам Кеннеди из замка Калейн. |
| Замок Тернберри (англ. Turnberry Castle)     | замок                               | неизвестно     | фрагментарные руины |             |                                    | Оплот лордов Галлоуэя, в начале XIII века перешёл к графам Каррик. Разрушен по приказу Роберта Брюса в 1310 году и не был восстановлен. |